# Kenne Fant
Kenne Fant, egentligen Carl Henrik Mikael Fant, född 1 januari 1923 i Strängnäs, Södermanlands län, död 29 maj 2016, var en svensk skådespelare, regissör och författare. Han var bror till George Fant, farbror till Christer Fant och kusin till Gunnar Fant.

## Biografi

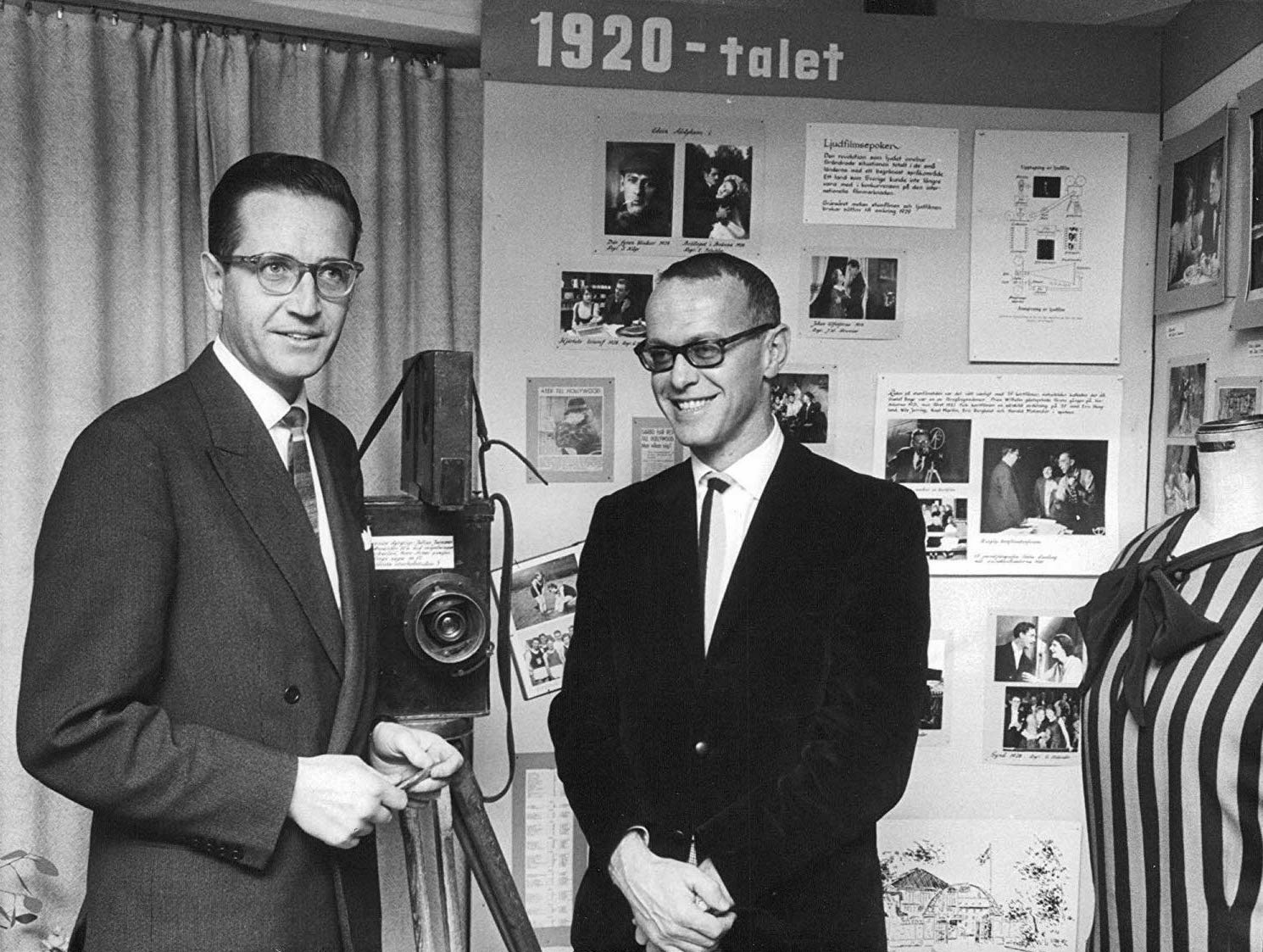
Kenne Fant (t.v.) och Harry Schein besöker utställningen "Svensk filmkavalkad" på Sundbybergs stadsbibliotek 1963.

Fant studerade vid Dramatens elevskola 1945–1949, efter studierna engagerades han vid Dramaten 1949–1950. Han anställdes som regissör på Nordisk Tonefilm 1952–1962, och blev produktionschef på Svensk Filmindustri (SF) 1962. Han utnämndes till VD på SF från 1963. 1980 avgick han för att bli författare på heltid.
Han utvandrade till Storbritannien, där han bodde i London, och senare till Frankrike, där han bosatte sig i Le Rouret.
Kenne Fant utnämndes 2005 till hedersdoktor vid historisk-filosofiska fakulteten vid Uppsala universitet.
I maj 2009 donerade Kenne Fant det handskrivna originalmanuset till Ingmar Bergmans film Persona till Stiftelsen Ingmar Bergman. Han ville behålla denna "nationalskatt" i Sverige trots att han hade fått ett erbjudande på över 1,5 miljoner kronor.

## Monismanienpriset

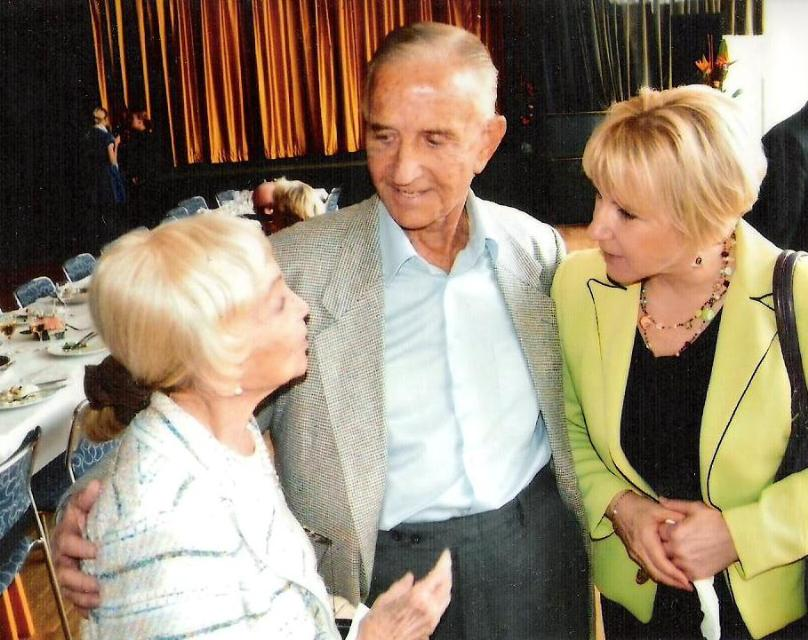
Monismanienprisutdelningen 2009. Janine och Kenne Fant i samspråk med Margot Wallström.

År 1975 instiftade Kenne Fant Monismanienpriset efter att han fått mottaga ett kvalitetsstipendium på 124 000 kr av Svenska Filminstitutet för sin film Monismanien 1995 om det fiktiva förtryckarsamhället. Med stiftelsen ville Fant uppmärksamma personer eller organisationer som på något sätt verkat mot åsiktsförtryck och för upplysning om åsiktsfrihetens principer. Monismanienpriset inrättades till Torgny Segerstedt d.ä. minne.

## Utgivna böcker
- Monismanien 1976
- Torkpojken 1977
- Ångerstolen 1978
- Askberget 1979
- Intränglingen 1981
- Marie 1983
- Utrikesministern 1988
- R - Raoul Wallenberg 1988
- Alfred Bernard Nobel 1991
- Stamfadern 1994
- Nära bilder 1997
- Biografin Torgny Segerstedt 2006
- Vargmänniskan 2008
- Patricia B. 2010

## Filmografi
Skådespelare i filmerna:
- 1946 – Ungdom i fara
- 1946 – Kärlek och störtlopp
- 1946 – Kvinnor i väntrum
- 1947 – Det vackraste på jorden
- 1947 – Livet i Finnskogarna
- 1947 – Folket i Simlångsdalen
- 1948 – Ådalens poesi
- 1948 – Vart hjärta har sin saga
- 1949 – Svenske ryttaren
- 1949 – Kvinnan som försvann
- 1949 – Fängelse
- 1950 – Bengtsson inför framtiden
- 1951 – Poker
- 1952 – Mot framtiden
- 1952 – När syrenerna blomma
- 1952 – Kalle Karlsson från Jularbo
- 1953 – Vingslag i natten
- 1953 – Vägen till Klockrike
- 1953 – All jordens fröjd
- 1953 – Flickan från Backafall
- 1953 – Dansa min docka
- 1953 – Brist
- 1971 – Beröringen

### Regi (i urval)
- 1953 – Vingslag i natten
- 1953 – Skuggan
- 1953 – Brist
- 1954 – Ung sommar
- 1955 – Så tuktas kärleken
- 1956 – Tarps Elin
- 1956 -  I takt med tiden
- 1957 – Prästen i Uddarbo
- 1959 – Den kära leken
- 1960 – Bröllopsdagen
- 1962 – Nils Holgerssons underbara resa
- 1975 – Monismanien 1995

### Filmmanus (i urval)
- 1953 – Skuggan
- 1975 – Monismanien 1995

## Teater

### Roller (ej komplett)
| År   | Roll            | Produktion                                                                    | Regi             | Teater         |
| ---- | --------------- | ----------------------------------------------------------------------------- | ---------------- | -------------- |
| 1950 | Medverkande     | Skyll er själva, revy Kar de Mumma                                            | Leif Amble-Næss  | Blancheteatern |
| 1950 | Chéri           | Chéri Colette                                                                 | Mimi Pollak      | Dramaten       |
| 1952 | En rättsnotarie | De vises sten Pär Lagerkvist                                                  | Alf Sjöberg      | Dramaten       |
| 1952 | Ramsey Wigmore  | Man till salu (The Bottom of the Pile) Ernest Vajda och Clement Scott Gilbert | Per-Axel Branner | Nya Teatern    |
| 1953 | Major John Lang | Flodlinjen (The River Line) Charles Morgan                                    | Per-Axel Branner | Nya Teatern    |

### Regi (ej komplett)
| År   | Produktion                                                   | Upphovsmän                | Teater                              |
| ---- | ------------------------------------------------------------ | ------------------------- | ----------------------------------- |
| 1949 | De tre musketörerna Les trois Mousqetaires                   | Alexandre Dumas den äldre | Dramatens gästspel på Oscarsteatern |
| 1950 | Ljungby horn                                                 | Frans Hedberg             | Dramaten                            |
| 1951 | Onkel Toms stuga Uncle Tom's cabin; or, Life Among the Lowly | Harriet Beecher Stowe     | Dramaten                            |